# 新利根川
新利根川（しんとねがわ）は、茨城県南部を流れ霞ヶ浦に注ぐ利根川水系の一級河川である。

## 地理
茨城県北相馬郡利根町押付本田から、龍ケ崎市、稲敷郡河内町、稲敷市を東に流れ、稲敷市本新付近で霞ヶ浦に注ぐ。

## 歴史
印旛沼・手賀沼干拓の際、利根川の水位を下げる為に江戸時代寛文年間に付け替えた利根川の新川である。開削作業は1662年（寛文2年）に起工、上流側（押付側）から工事が進められ1666年（寛文6年）に竣工した。しかし流路が直線になり、また水深が浅い為流速が速いことから水運のために使われなかっただけではなく、流域の沼地が水害を被るようになったため、竣工から僅か3年後の1669年（寛文9年）に押付側の分水部分を塞ぎ、翌1670年（寛文10年）に新たに小貝川に水門を設け沿岸の灌漑用水路として使われるようになった。

## 支流
- 江川
- 破竹川

## 橋梁
- 学校橋
- 水管橋
- 名称不明
- 八枚橋（千葉県道・茨城県道4号千葉竜ヶ崎線）
- 新立木橋
- 寺下橋
- 名称不明
- 水門橋（茨城県道209号立崎羽根野線）
- 立木新田橋
- 名称不明
- 北河原橋
- 万歳橋（茨城県道・千葉県道68号美浦栄線）
- 浄玄橋（茨城県道121号河内竜ケ崎線）
- 羽子騎橋
- 学校橋
- ふれあい橋
- 堂前橋（国道408号）
- 柴崎橋
- 太田橋
- 新河橋
- 水管橋
- 新橋（茨城県道・千葉県道103号江戸崎下総線）
- 平須橋
- 幸田橋（茨城県道・千葉県道107号江戸崎神崎線）
- 釜井橋
- 伊佐部橋
- 東中神橋
- 中神橋
- 旧新利根橋
- 新利根橋（国道125号）
- 新利根川河口水門橋
- 稲敷大橋